# Wilhelm van der Straten

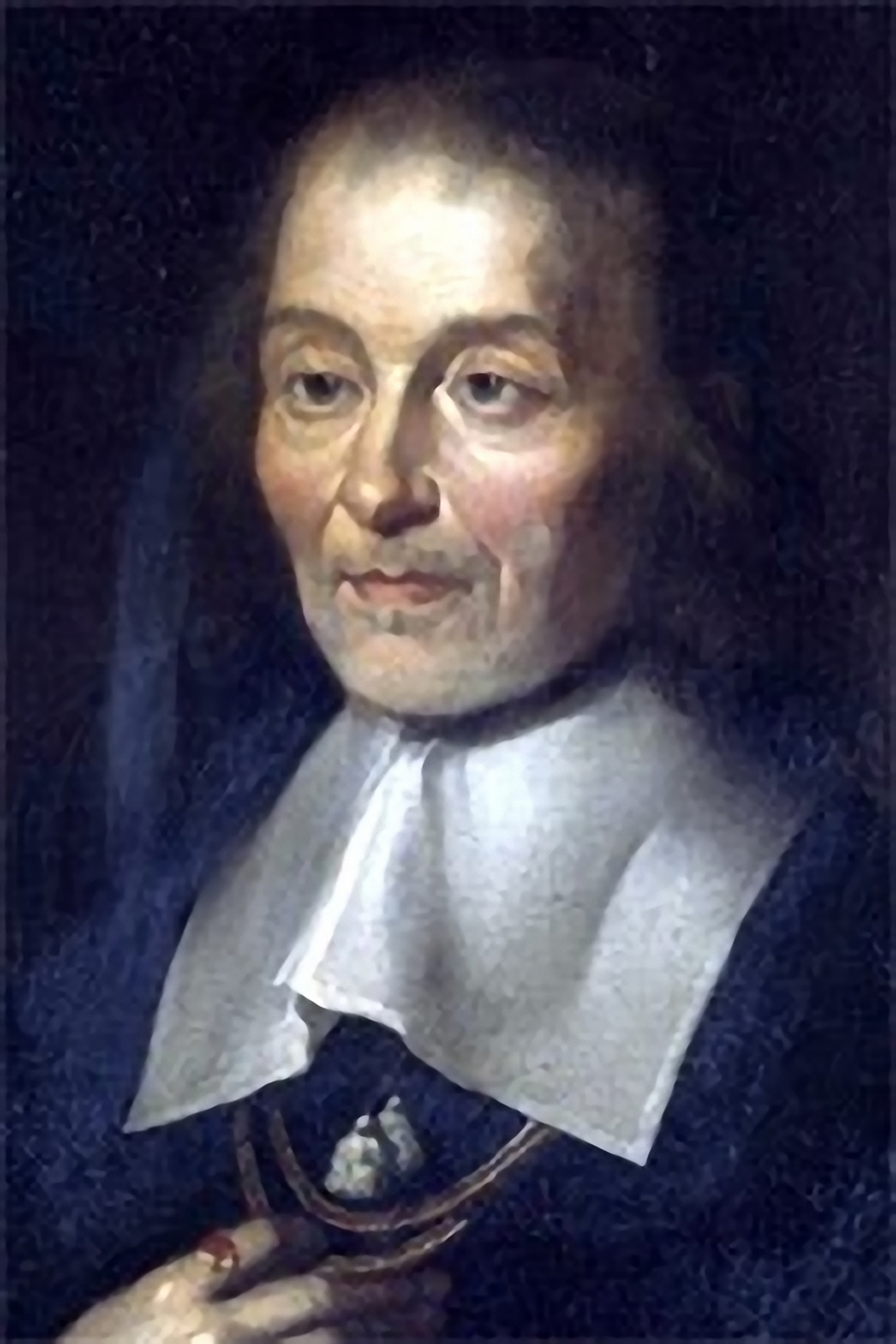
Wilhelm van der Straten

Wilhelm van der Straten (auch: Willem Stratenus, Guilielmus van de Straeten; * 1593 in Utrecht; † 6. November 1681 ebenda) war ein niederländischer Mediziner.

## Leben
Van der Straten war der Sohn des Johannes Straten und entstammte einer angesehenen Familie. Er hatte an der Universität Leiden unter Pieter Pauw (1564–1617) und Otto van Heurnius (1577–1652) Medizin studiert. Danach wurde er Physikus in seiner Heimatstadt. Am 18. Juni 1621 erhielt er das Recht, anatomische Vorlesungen zu halten, und wurde, als die Universität Utrecht gegründet wurde, am 26. März 1636 Professor der Anatomie an derselben. Er hielt die Antrittsrede Quam jucunda utilis et necessaria sit nostra cognitio per Anatomen und errichtete bald ein Collegium Practicum für den Unterricht in der praktischen Medizin. Somit wurde Utrecht nach der Universität Padua eine der ersten Universitäten in Europa, wo der medizinische Unterricht an einer dazugehörigen Klinik erfolgte. Am 6. Oktober 1641 wurde er der erste Ordinarius der medizinischen Fakultät, was mit einer Verdopplung seines Gehaltes verbunden war.
Nachdem er 1643/44 der Utrechter Alma Mater als Rektor vorgestanden hatte, wurde er 1646 zum Leibarzt Friedrich Heinrichs von Oranien unter Beibehaltung seiner Professur berufen. Dafür siedelte er nach Den Haag über, wo er auch den nachfolgenden Regenten Wilhelm II. von Oranien und Wilhelm III. von Oranien als Leibarzt diente. Angebote einer Professur an der Universität Leiden schlug er aus. Stattdessen kehrte er nach Utrecht zurück, setzte sich für die kommunalen Belange seiner Geburtsstadt ein und wurde am 17. April 1674 Bürgermeister und Ratsherr derselben. Zudem war er 1676 als Stadtrichter aktiv und 1677 Abgeordneter in der Generalrentenkammer.
Er starb als Erbherr auf Willeskop und Kort-Heeswijk.

## Werke
- Causae, signa et medela Febrium, comprehensa et proposita septem disputationibus in Academia Trajectina. Utrecht 1640.
- Tractatus De fallaci urinarum judicio cum aliis scriptis de Urinis. Utrecht 1670.
- Orationes, v. g. quam jucunda utilis, et necessaria sit nostril cognito per anatomen.